# Mario Zúñiga Martínez
Marío Francisco Zúñiga Martínez (Huancarqui, 29 de enero de 1963) es un economista y político peruano. Fue parlamentario andino en el periodo 2016-2021.

## Biografía
Nació en el Distrito de Huancarqui, ubicado en la Provincia de Castilla del Departamento de Arequipa, el 29 de enero de 1963.
Cursó sus estudios primarios y secundarios en la ciudad de Arequipa culminándolos en el Colegio Salesiano. Entre 1982 y 1986 cursó estudios superiores de economía en la Universidad Católica de Santa María. Asimismo, entre 2011 y 2015 cursó la maestría en gerencias públicas y gobernabilidad y el doctorado en gobernabilidad y gestión pública estratégica en la Universidad Nacional de San Agustín.

## Carrera política
Miembro del partido fujimorista Fuerza Popular, participó en las elecciones regionales del 2010 como candidato a la Presidencia Regional de Arequipa sin éxito. De la misma manera participó en las elecciones municipales del 2014 como candidato a la alcaldía de la Provincia de Arequipa.

### Parlamentario Andino
En las elecciones del 2016, Zúñiga fue candidato de Fuerza Popular al Parlamento Andino obteniendo la representación con 290,559 votos.
Durante su gestión, fue elegido vicepresidente del Parlamento Andino en el 2020. Sin embargo, fue destituido de ese cargo a los 25 días tras los cuestionamientos por su decisión de retirar de la secretaría técnica del Parlamento Andino a la excongresista fujimorista Carmen Lozada y Zúñiga fue reemplazado en ese cargo por Mariano González.